# Нукутаваке

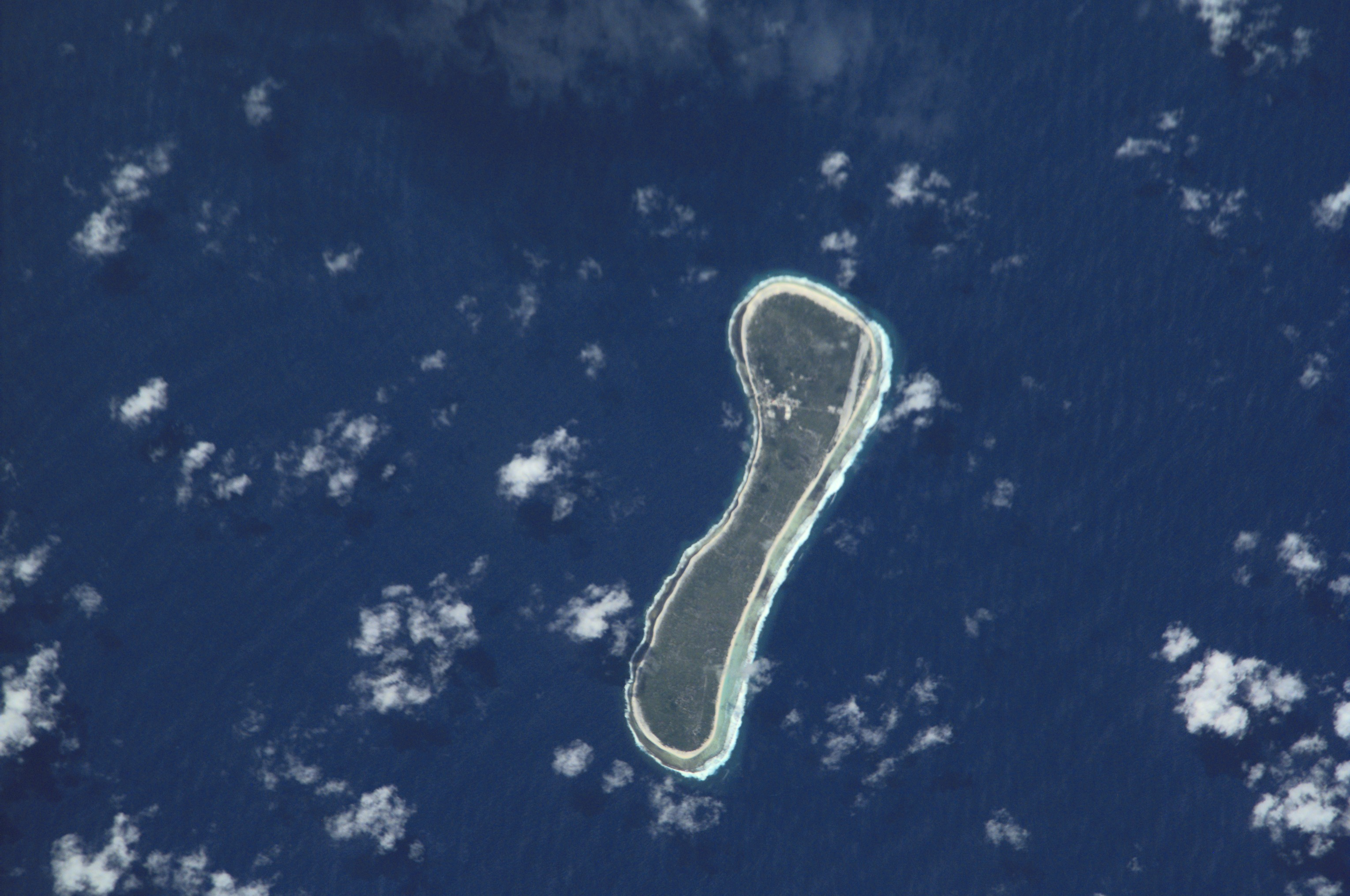
Космический снимок атолла

Нукутаваке (фр. Nukutavake) — атолл в восточной части архипелага Туамоту (Французская Полинезия) примерно в 1125 км от Таити.

## География
Остров имеет плоскую поверхность, но лагуна отсутствует. Длина Нукутаваке составляет около 5,2 км, ширина варьируется от 450 м до 1,3 км.

## История
Остров был открыт в 1767 году британским капитаном Самьюэлом Уоллисом, назвавшим Нукутаваке в честь королевы Шарлотты.

## Административное деление
Острова Нукутаваке, Вахитахи, Ваираатеа, Пинаки и Акиаки образуют коммуну Нукутаваке, которая входит в состав административного подразделения Туамоту-Гамбье.
| Остров или риф     | Площадь суши, км² | Площадь лагуны, км² | Население, чел. (2007) | Административный центр |
| ------------------ | ----------------- | ------------------- | ---------------------- | ---------------------- |
| Нукутаваке         | 4                 | —                   | 170                    | Таванануи              |
| Вахитахи           | 2,5               | 7,4                 | 83                     | Мохиту                 |
| Ваираатеа          | 3                 | 13                  | 66                     | Ахуруа                 |
| Пинаки             | 1,3               | 0,7                 | —                      | —                      |
| Акиаки             | 1,3               | —                   | —                      | —                      |
| Коммуна Нукутаваке | 12,1              | 21,1                | 319                    | Таванануи              |

## Население
В 2007 году население атолла составляло 170 человек. Главное поселение — деревня Таванануи, расположенная в северо-восточной части острова. Основное занятие местных жителей — производство копры. На Нукутаваке действует аэродром.